# 제9회 아시아 국제 청소년영화제
제9회 아시아 국제 청소년영화제는 2014년 11월 28일부터 12월 01일까지 열린 시상식이다.

## 수상 및 후보

### 본선진출작-한국
- 밀어줘 - 김은택
- 죄수생 - 반유진
- 앨리스 - 조민정
- 수면 - 김다민
- 공습경보 - 김도준
- 당신의 나날 - 서여송
- AMNESIA - 연제광
- 좁은방 - 나준